# 8B busz (Miskolc)
A miskolci 8B jelzésű buszjárat a Tiszai pályaudvar és a Hűtőház kapcsolatát látja el. Csak hétköznap közlekedik.
A végállomások közti távot körülbelül 8 perc alatt teszi meg.

## Útvonala
| Tiszai pályaudvar – Hűtőház                                                  | Hűtőház – Tiszai pályaudvar                                                  |
| ---------------------------------------------------------------------------- | ---------------------------------------------------------------------------- |
| - Tiszai pályaudvar - Kandó Kálmán tér - Szinva utca - Fonoda utca - Hűtőház | - Hűtőház - Fonoda utca - Szinva utca - Kandó Kálmán tér - Tiszai pályaudvar |

## Megállóhelyei
| 0 | Tiszai pályaudvar végállomás | 8 | 1, 1A, 2 1, 3, 3A, 21, 30, 31, 101B Hatvan–Miskolc–Szerencs–Sátoraljaújhely, Tiszaújváros–Nyékládháza, Miskolc–Hidasnémeti, Miskolc–Bánréve–Ózd, Miskolc–Tornanádaska | Tiszai pályaudvar       |
| 2 | ÉMKK                         | 6 | |                         |
| 3 | Szinva utca                  | 5 | | MÉH-telep               |
| 5 | Vízügyi Igazgatóság          | 3 | | Vízügyi Igazgatóság     |
| 6 | Keleti Iparterület           | 2 | |                         |
| 8 | Hűtőház végállomás           | 0 | | Húskombinát, Mirsa Zrt. |

## Kapcsolódó oldalak
- 8-as busz (Miskolc)
- 8A busz (Miskolc)